# Francisco de Praves

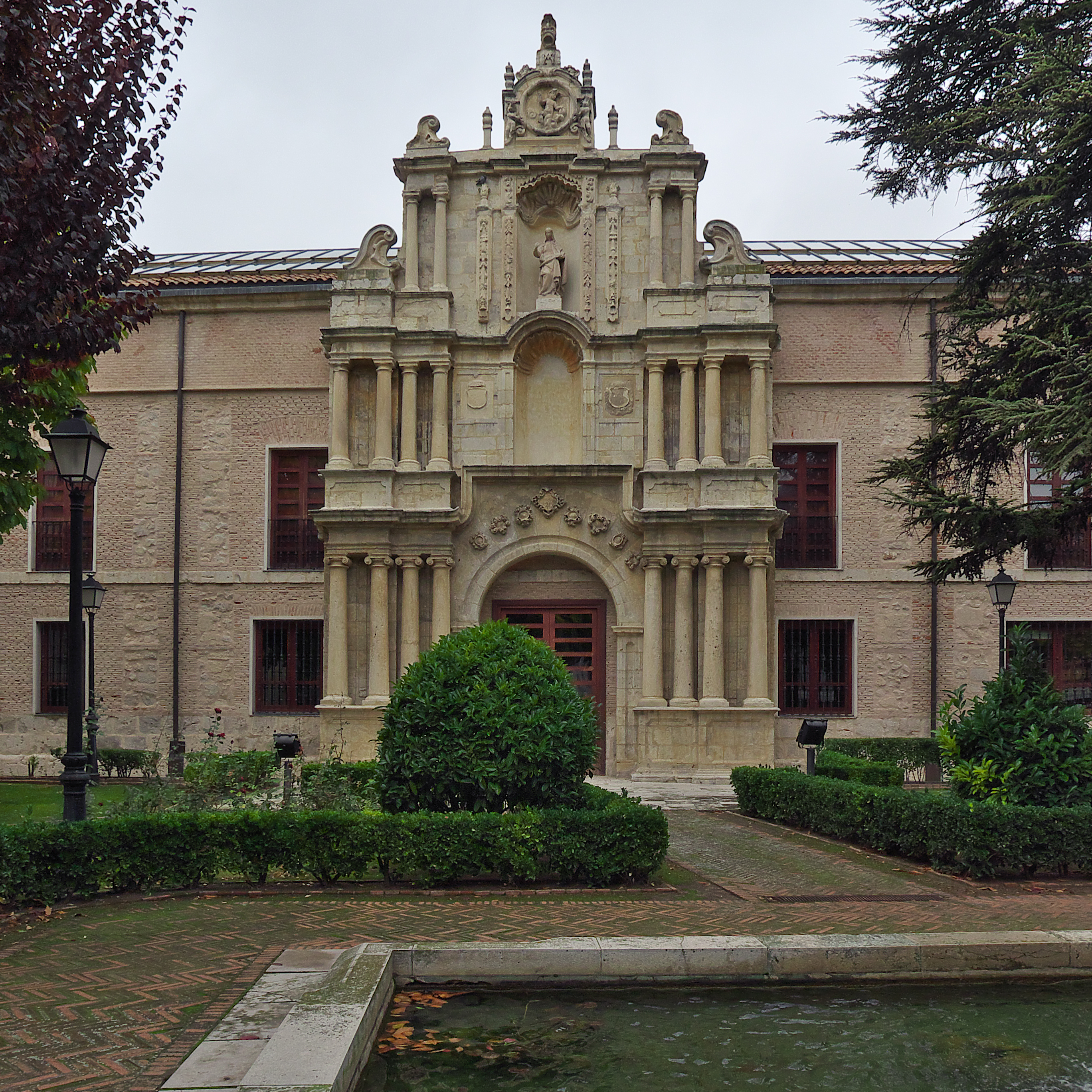
Fachada del desaparecido Colegio de San Ambrosio de Valladolid, 1610; actualmente trasladada al Palacio de Santa Cruz. En esta obra, Francisco de Praves "desarrolla un tipo de fachada con elementos palladianos ... en el modo de engarzar el cuerpo central con los laterales a base de elementos de frontones triangulares sustitutos de los aletones".

Francisco de Praves (1585-1637), fue un arquitecto español, hijo del también arquitecto Diego de Praves. Se le considera "la última gran figura del foco clasicista vallisoletano".

## Biografía
Trabajó con su padre en Valladolid desde muy joven y tradujo el primero de los Cuatro libros de la arquitectura de Andrea Palladio (Valladolid, 1625). Dejó las estructuras herrerianas paternas por otras más barrocas. Representa, pues, el fin de la arquitectura clasicista en Valladolid. En la iglesia de San Miguel y San Julián de esta ciudad hizo el sepulcro de los Pérez Vivero, con magníficas esculturas orantes inspiradas en obras de Pompeyo Leoni. Realizó, además, el Claustro o Patio del Vergel del Real Monasterio de Santa Clara, de Tordesillas, y también el del Monasterio de las Huelgas Reales, de Valladolid. Fue arquitecto del Duque de Lerma y Maestro Mayor de Obras del rey Felipe IV. Escribió una Memoria de las pinturas que se trajeron al Buen Retiro de la Casa real de Valladolid, el año 1635.